# Filippo Notarbartolo Cipolla
Filippo Notarbartolo Cipolla (14 aprile 1643 – 22 novembre 1708) fu primo principe di Sciara.

## Biografia
Filippo rappresenta un nome di spicco nella seconda metà del XVII secolo di un'importante famiglia aristocratica siciliana, i Notarbartolo che successivamente acquisiranno anche il principato di Castelreale. Il suo nome è noto per avere fondato Sciara, che inizia ad edificare ufficialmente nel 1671.
Figlio di Pietro Notarbartolo, Capitano e Giurato di Termini ed Eleonora Cipolla, dei baroni di Sciara, conseguì a Madrid per decreto regio di Carlo II di Spagna il 13 novembre 1671 il fregio di principe di tale feudo, con la facoltà di popolare il territorio infra decennio; la ducea di Villarosa; i marchesati di Bonfornello, Miraelrio, San Giovanni; la Contea di Priolo; le baronie Bombinetto, Buccheri, Carcaci, Colla, Gasba, Landro, Magabeci e Manca di Magaudo Manchi di Belice, Milici, Priolo, Sichechi, Tuzia, Vallelunga, Villanova, e altre.
Investito del titolo, stabilisce la sua residenza nel castello, fatto erigere da Vincenzo Pilo barone di Summero e sovrastante le prime frazioni del borgo (all'epoca forse quella di S.Isidoro il riferimento nucleare principale) e inizia l'ampliamento del paese spostandone verso nord, vicino al castello, il nucleo e facendo costruire una nuova rete stradale, facilmente controllabile dall'alto. Il territorio di Sciara era all'epoca solo una delle contrade del latifondo di Brucato, in passato distrutta e spopolata nella guerra dei vespri dagli aragonesi, per il supporto fornito alle truppe angioine.
Per stimolare la crescita del principato e avvicinarlo al maniero, inizia la costruzione della nuova chiesa dedicata a S.Anna (il cui nome è forse un possibile omaggio alla futura moglie), citata nel registro parrocchiale precedente, e funzionante nell'anno 1683. La vecchia chiesa di S. Isidoro, più lontana continuerà comunque per lungo tempo a funzionare. L'attuale chiesa del paese è una riedificazione degli anni venti.
Il 4 marzo 1685 a Palermo, sposa Anna Sandoval. Il rito viene officiato dall'Arciprete di Sciara, Don Pietro Tetamo.
Da Filippo ed Anna, nacque Gaspare, che successe al padre il primo luglio 1705.
Filippo fu anche deputato del regno, eletto nel 1680.